# Jorge Martínez (judoka)
Jorge Martínez (21 de agosto de 1991) es un deportista cubano que compite en judo. Ganó una medalla de bronce en los Juegos Panamericanos de 2019 y una medalla de bronce en el Campeonato Panamericano de Judo de 2017.

## Palmarés internacional
| Juegos Panamericanos    | Juegos Panamericanos      | Juegos Panamericanos | Juegos Panamericanos |
| Año                     | Lugar                     | Medalla              | Categoría            |
| ----------------------- | ------------------------- | -------------------- | -------------------- |
| 2019                    | Lima (Perú)               | Medalla de bronce    | –81 kg               |
| Campeonato Panamericano |                           |                      |                      |
| Año                     | Lugar                     | Medalla              | Categoría            |
| 2017                    | Ciudad de Panamá (Panamá) | Medalla de bronce    | –81 kg               |